# 弗劳恩诺伊哈廷
弗劳恩诺伊哈廷是德国巴伐利亚州的一个市镇。总面积22.69平方公里，总人口1483人，其中男性782人，女性701人（2011年12月31日），人口密度65人/平方公里。